# O Pequeno Eyolf

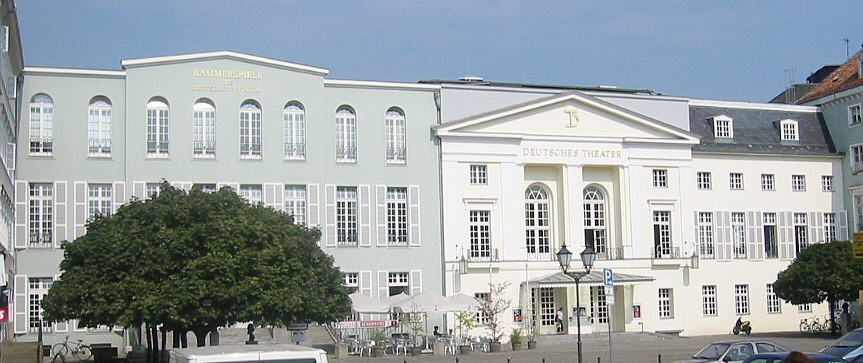
Deutsches Theater, em Berlim onde a peça “O Pequeno Eyolf” foi representada pela primeira vez, em 1895

O Pequeno Eyolf (no original em norueguês, Lille Eyolf) é uma peça do dramaturgo norueguês Henrik Ibsen, escrita e publicada em 1894 e encenada pela primeira vez em 12 de janeiro de 1895, no Deutsches Theater, em Berlim.

## Histórico
O Pequeno Eyolf foi planejado em 1893 e escrito em 1894, enquanto Ibsen estava morando em Victoria Terrasse, na Christiania. Em uma carta a Jacob Hegel, datada de 18 de setembro de 1893, Ibsen escreveu: "Eu já comecei a planejar um novo drama, que pretendo concluir durante o próximo verão. Acho que é fácil trabalhar aqui, e é muito agradável ter uma casa própria e independente".
A primeira apresentação de O Pequeno Eyolf aconteceu no Deutsches Theater, Berlim, em 12 de janeiro de 1895. A produção foi dirigida por Otto Brahm, que tinha sido recentemente nomeado diretor do teatro. Os papéis de Alfred e Rita foram interpretados por Emanuel Reicher e Sorma Agnes.
A primeira apresentação na Noruega ocorreu no Christiania Theater, em 15 de janeiro, com Ibsen presente na platéia. Alfred, Rita e Asta foram interpretados por Nicolai Halvorsen, Wettergren Ragna e Dybwad Johanne respectivamente. No decorrer de 1895, 36 performances foram apresentadas.
Outras produções da peça em janeiro e fevereiro de 1895 foram:
- Den Nationale Scene, Bergen (21 de janeiro)
- Svenska Teatern, Helsingfors (21 de janeiro)
- Albert Ranft`s Theatre Company, Gothenburg (30 de janeiro)
- Teatro Manzoni, Milão (22 de fevereiro)
- Burgtheater, Viena (27 de fevereiro)

## Características da obra
Um drama em três atos, "O Pequeno Eyolf" pertence à última fase de Ibsen, considerada pelos críticos como simbolista e mais madura. A tragédia da morte do filho Eyolf traz à tona o relacionamento do casal, com as dificuldades do compromisso social do casamento, abordando temas como a culpa, a responsabilidade humana e a possibilidade de redenção dos personagens. Mediante a não realização individual, o casal deposita seus sonhos e expectativas na vida do frágil Eyolf que, numa atitude de libertação, segue a "Senhora dos Ratos", personificação da morte na mitologia norueguesa. Finalmente a salvação, no caso evidenciado por Ibsen, “se constrói por dentro da alma, deixando a vida real aos outros, mais jovens”.

## Sumário
O Pequeno Eyolf é um menino que, por descuido dos pais, quando recém-nascido sofre um acidente, tornando-se um deficiente físico. O pai (Alfred Allmers), tem um sonho: escrever um tratado sobre a “Responsabilidade Humana”, e afasta-se de toda a família para escrever. Quando decide, porém, abandonar tal projeto para se dedicar inteiramente à educação do filho, ocorre novo acidente e Eyolf morre afogado. A mãe (Rita Allmers), mulher ciumenta, também sofre pela perda do filho. Finalmente, a despeito das perdas, o casal resolve retomar sua vida de forma inteiramente nova, juntos.

## Personagens
- Alfred Allmers, proprietário de terras e homem de letras; ex-professor particular.
- Rita Allmers, sua mulher.
- Eyolf, filho do casal, 9 anos.
- Asta Allmers, meia-irmã de Alfred, mais jovem do que ele.
- Borgheim, engenheiro.
- A Senhora dos Ratos

## Enredo
Fonte:

### Ato I
O primeiro ato se passa no jardim de inverno da casa dos Allmers, às margens de um fiorde, em uma bela manhã de verão.
Apresenta a senhora Rita Allmers, desfazendo a mala, e a chegada de Asta Allmers, meia-irmã de seu marido, que diz ter vindo para ficar perto do pequeno Eyolf. Rita relata estar desfazendo a mala do marido, Alfred, que chegara repentinamente no trem noturno, e ambas falam da viagem dele pelas montanhas, sob recomendação médica. Asta se condói pelo fato de Eyolf viver apenas para os estudos, e Rita comenta que isso se deve ao fato de não poder correr e brincar como as outras crianças.
Alfred chega com o pequeno Eyolf, que é coxo e usa uma muleta sob o braço esquerdo. Alfred cumprimenta Asta, e conversam; ele confessa não ter escrito nenhuma linha de seu livro durante o passeio nas montanhas, e que não dá mais valor ao que escreve. Eyolf observa que o que o pai escreve vale muito, e almeja ser forte como o pai para acompanha-lo às montanhas. Eyolf diz que pedirá a Borgheim que o ensine a nadar, e que gostaria de ser soldado, e todos ficam apreensivos e condoídos com os desejos dele.
Eyolf comenta ter visto, um dia antes, a “mulher dos ratos”, que anda pelos campos e praias a expulsar os ratos. Alfred observa que o nome verdadeiro dela é Senhorita Lupus, ao que Eyolf comenta o fato de ser “lobo” em latim, e que talvez seja verdade que, à noite, ela vire “lobisomem”. Alfred incentiva Eyolf a brincar no jardim, e ele comenta de seu relacionamento com outros meninos, que zombam dele, e mostra piedade, pois acredita que eles são muito pobres e agem por inveja.
Alguém bate à porta e, quando atendem, entra a “mulher dos ratos”, que se oferece para limpar a casa dos ratos que porventura possa ter. Allmers dispensa o serviço, mas ela se diz cansada de seu trabalho, e a convidam para sentar. Eyolf se mostra assustado com as histórias que a “mulher dos ratos” conta, e percebe algo se movendo na sacola dela. A mulher mostra que é um cão, e lhe oferece. Eyolf recusa, com medo, e a mulher comenta que ele “ainda virá”. Ela comenta que o cão atrai os ratos, que os seguem até o barco, depois ficam navegando e enquanto toca a gaita, os ratos vão lhes seguindo, pela água, atraídos pelo próprio medo, até afogarem-se e, finalmente, descansarem da perseguição dos homens. A “mulher dos ratos” se despede, e Eyolf sai, sem que ninguém perceba.
Asta e Alfred vão até a varanda e conversam; ela lhe fala, então, sobre as cartas de família que organizou, e que estão na pasta que trouxe consigo. Rita chega e observa que algo aconteceu com Alfred durante sua viagem às montanhas, ao que ele comenta que passou por uma “transformação” interior, e chegou à conclusão de que o trabalho com seu livro, sobre a “Responsabilidade Humana”, que ele acreditava ser a obra de sua vida, foi substituído pelo dever de cuidar de Eyolf. Eyolf teve a deficiência física devido ao tombo de uma mesa, quando bebê, e Alfred quer cuidar dele, não como professor, como tem sido até agora, mas como pai, no sentido de torná-lo feliz. Rita questiona se ele não pode cuidar de Eyolf sem renunciar a seu trabalho, e Alfred diz ser impossível, e que tomou essa decisão nessa viagem às montanhas.
Alguém bate à porta, e é o engenheiro Borgheim, que cumprimenta Alfred com alegria. Borgheim informa que a estrada a qual está ajudando a construir está praticamente pronta, e que já tem outro trabalho em vista. Convida Asta a fazer um pequeno passeio, os dois saem e Rita e Alfred conversam sobre a possibilidade de um relacionamento entre Asta e Borgheim, o que preocupa e angustia Alfred. Rita se mostra enciumada e possessiva, com preocupação pelo fato de ter de dividir a atenção dele com Eyolf, e confessa só ter suportado o filho por amor a Alfred. Ele, pelo contrário, confessa como sua tarefa mais importante ser o pai de Eyolf. Para espanto de Alfred, Rita ameaça deixá-lo ou se vingar, caso não se sinta amada o suficiente, além de insinuar que não deseja mais Eyolf.
Borgheim chega e Asta fica no jardim. Rita insinua para Borgheim sobre “mau-olhado” de certas crianças, e Alfred fica indignado. Repentinamente, ouvem barulho, ao longe, e vêem muitas pessoas correndo para o píer. Debruçam-se sobre a balaustrada, e descobrem que um menino se afogou, foi levado pelo mar, e depois que esse menino é Eyolf.

### Ato II
O segundo ato ocorre em um bosque na propriedade dos Allmers, num dia de nevoeiro. Apresenta Alfred, sentado em um banco, e depois chega Asta, procurando por ele, sentando-se ao seu lado. Alfred não se conforma com a morte de Eyolf. Ambos procuram um sentido no que aconteceu. Souberam que Eyolf fora para o mar seguindo a “mulher dos ratos”, e caíra. Alfred acredita que ela o atraiu para o abismo. Asta e Alfred conversam sobre Borgheim e o motivo pelo qual Asta não o quer. Falam sobre a morte do pai deles, e depois sobre a morte da mãe dela, e de como os dois ficaram sozinhos no mundo. Lembram que Asta, se fosse menina, chamar-se-ia Eyolf. Alfred lembra que o pai nunca fora, por algum motivo desconhecido, realmente bom para ela.
Borgheim e Rita surgem, indo ao encontro deles. Rita se mostra preocupada pelo fato de Alfred ficar horas olhando para o fiorde. Asta e Borgheim se retiram para um passeio, deixando o casal a sós. Rita conta que Eyolf foi visto boiando no fundo do fiorde, com os olhos abertos, até ser levado pela corrente da maré, e passou a ficar assombrada com a sensação desse olhar. Rita sente que, agora, Eyolf os separa ainda mais do que o fizera em vida. Alfred observa que Rita nunca amou Eyolf, e ela alude ao fato de Eyolf os separar e, ainda antes disso, de Asta os manter, também, separados, e que não podia suportar a divisão no amor. Depois, Rita questiona o próprio amor de Alfred pelo filho, de forma a que Eyolf nunca fora, realmente, deles. Alfred culpa Rita de tê-lo deixado sozinho sobre a mesa da qual caiu, e ela o culpa também, observando que foram, ambos, castigados. Rita sugere que vão para longe dali, e ambos questionam o seu amor. Rita associa Eyolf a Asta, e nesse momento, Asta e Borgheim chegam.
Rita sai com Borgheim, e Alfred e Asta conversam. Alfred diz não poder mais viver com Rita, e que deseja ir embora, e buscar refúgio junto a ela, Asta, como antigamente, quando jovens, apenas os dois. Asta observa que já não é possível, porque não existiria, na verdade, amor de irmãos entre eles. As cartas que lera de sua mãe revelavam que não eram irmãos realmente, que a mãe dela, na verdade, traíra o marido. Asta entrega nenúfares a Alfred, como sinal do adeus de Eyolf e dela mesma, e sai. Alfred a segue.

### Ato III
O terceiro ato ocorre em um penhasco na propriedade dos Allmers. Asta está sentada em um banco, e Borgheim chega. Ele vem se despedir, esperando reencontrá-la outras vezes. Rita pedira a ele que hasteasse a bandeira, e eles conversam sobre relacionamentos, sobre a necessidade de se dividir a alegria com outra pessoa. Asta relembra a suavidade de sua vida quando a dividia com Alfred, e conta detalhes a Borgheim. Ele revela seu desejo de que ela lhe retribua a afeição, para que sejam ambos felizes. Ela recusa e Alfred chega.
Alfred pergunta a Borgheim se ele partirá esta noite, e insinua que será com Asta. Borgheim diz que irá sozinho. Alfred convida Asta a fazer companhia a ele e Rita. Asta recusa e Rita chega, pedindo que Asta não se vá, para ajudá-los a enfrentar o luto, asumindo o lugar de Eyolf. Asta se assusta, toma a decisão de acompanhar Borgheim na viagem, para alegria dele. Asta se despede, angustiada, e parte com Borgheim. Alfred observa, perturbado.
Rita e Alfred observam o barco que aporta e depois parte, no píer. Ambos questionam novamente o amor por Eyolf, e Rita se sente assombrada pela lembrança do que aconteceu. Rita insinua que Alfred logo irá atrás de sua irmã, e sugere que Alfred volte a trabalhar em seu livro, numa tentativa de tê-lo perto de si. Ele revela que irá para as montanhas, para onde se sente atraído, e revela que, quando esteve nas montanhas, aconteceu uma coisa – perdera-se em um atalho, e se sentira em paz, longe de todos, acreditando que essa seria a sensação da morte, e que fora nesse momento que decidira voltar para junto de Eyolf.
Alfred diz que vai embora. Rita diz que, se assim for, recolherá todos os meninos pobres e abandonados da praia e os criará como filhos, para tornar o destino deles mais suave e nobre. Alfred diz que, se ela conseguir, Eyolf não terá vivido em vão, e se oferece para ajudá-la. Ambos resolvem tentar, e ficar juntos ali naquele lugar. Observam que, se fizerem isso, quem sabe perceberão, num relance, a presença de todos os que partiram, à sua volta, olhando “para o alto, para o cimo das montanhas, para as estrelas. E para o grande silêncio”.

## Publicação

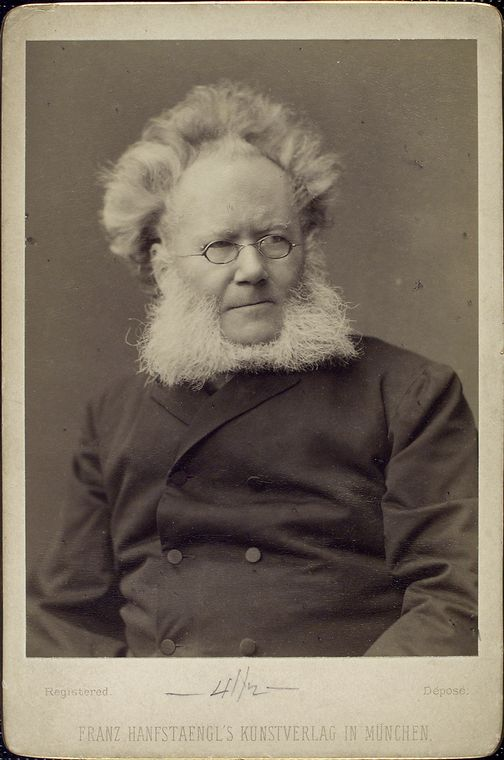
Ibsen, nos últimos anos de sua carreira.

### Primeira edição
O Pequeno Eyolf foi publicado pela Gyldendalske Boghandels Forlag (F. Hegel & Son), em Copenhague e Christiania, em 11 de dezembro de 1894, com 10 000 exemplares, que logo foram vendidos. Dez dias depois, em 21 de dezembro, mais 2000 exemplares foram publicados, e 1250 em 20 de janeiro de 1895. A recepção da peça pela imprensa escandinava foi quase exclusivamente positiva.

### Outras edições
Como Hedda Gabler (1890) e Solness, o Construtor (1892), o inglês William Heinemann publicou O Pequeno Eyolf em uma "mini-edição" de 12 cópias em norueguês em Londres, a fim de garantir os direitos autorais. Isto ocorreu no mesmo dia que a edição Gyldendal, 11 de dezembro de 1894.
Traduções em inglês, por William Archer, em francês, por Moritz Prozor, e em alemão, pelo filho de Ibsen, Sigurd, também sairam naquele dia, em Londres, Paris e Berlim, respectivamente.

## Traduções em língua portuguesa
- Fátima Saadi & Karl Erik Schollhammer. “O Pequeno Eyolf”. Rio de Janeiro: Editora 34, 1993 (Coleção Teatro). Tradução direta do original norueguês. Tradução utilizada na peça “O Pequeno Eyolf”, sob direção de Paulo de Moraes, no Rio de Janeiro, em 2004[8].
- Fátima Saadi e Karl Erik Schollhammer. Na obra "Peças escolhidas 1" (ao lado de Quando nós, os mortos, despertarmos / John Gabriel Borkman / O construtor Solness) (Coleção Teatro). Portugal: Livros Cotovia, 2006, ISBN 978-972-795-157-4

## Peças no Brasil

### 2004/2005/2006
- Nome: O Pequeno Eyolf
- Local: Rio de Janeiro
- Teatro: Estréia no Centro Cultural da Justiça Federal, Rio de Janeiro, em outubro de 2004[9]. Levada para o Teatro SESC Anchieta, São Paulo, em outubro de 2005. Na temporada paulista, os personagens Alfred Allmers, Asta Allmers, Rita Allmers e Eyolf passaram a ser interpretados, respectivamente, por Fernando Alves Pinto, Carla Marins, Tânia Pires e Náshara. O espetáculo ficou em cartaz 2004, 2005 e 2006 fazendo turnê por todo país, com apresentações em Brasília, Curitiba, SESC-SP, Salvador e Belo Horizonte. Representou o Brasil em Oslo, na Noruega, representando a América Latina no "Ibsen Festival", organizado pelo National Theater, em um dos maiores festivais de teatro da Europa, em setembro de 2006[10].
- Produção: Talu Produção e Marketing
- Direção: Paulo de Moraes
- Elenco (2004): Samir Murad, João Vitti, Luciana Braga, Tânia Pires, Viviane Coutinho.
- Elenco (2005/2006): Fernando Alves Pinto, João Vitti, Carla Marins, Tânia Pires e Náshara Silveira.